# Sham Chun
Sham Chun (深圳河), rijeka zvana još i "Shenzhen" (深圳市), po istoimenom gradu kroz koji prolazi. Zajedno s rijekom Sha Tau Kok čini granicu između Hong Konga i Narodne Republike Kine i utječe u Deep Bay.
Rijeka Sham Chun izvire na planini Wutong, koja se nalazi u provinciji Guangdong, na tromeđi distrikta Luohu, Yantian i grada Šenžena.
Njezine glavne pritoke su rijeke: Ping Yuen, Shek Sheung, Sheung Yue, Ng Tung, Tan Shan i Buji.